# Republiken Kina i olympiska sommarspelen 1948
Republiken Kina deltog med 31 deltagare vid de olympiska sommarspelen 1948 i London. Ingen av landets deltagare erövrade någon medalj.